# Elaphropeza xanthina
Elaphropeza xanthina är en tvåvingeart som först beskrevs av Yang 1990.  Elaphropeza xanthina ingår i släktet Elaphropeza och familjen puckeldansflugor. Inga underarter finns listade i Catalogue of Life.